# Livet i vold
Livet i vold (ook wel Livet ivold) is een toneelstuk in vier aktes van Knut Hamsun. Hamsun schreef er in 1909 en 1910 aan; het werd in 1911 in boekvorm uitgegeven.

## Toneelstuk
Lived i vold ('In de greep van het leven') gaat over verval. De hoofdrol is weggelegd voor Juliane, een gevierd zangeres in cabaret en vaudeville. Ze heeft alles wat haar hartje begeert en is onder meer gelukkig getrouwd. Het huwelijk houdt echter alleen stand vanwege Julianes verhouding met Alexander Blumenschon en het feit dat zij er op los kan flirten. Naarmate Juliane ouder wordt, treedt het verval in en Juliane is zich daarvan bewust. Ze ziet dat zij na verloop van tijd alleen nog maar een neger kan krijgen. En zo geschiedde, ze eindigt in de armen van een zwarte bediende ('Negro boy').
Het toneelstuk ging in première op 16 november 1910 in het Nationaltheatret in Oslo. Het kreeg daar toentertijd dertien vervolgvoorstellingen in de regie van Vilhelm Andreas Krag. In 1928 werd het toneelstuk er weer zestien keer uitgevoerd. Ook in 1959 en 1987 werd het daar uitgevoerd.
Lived i vold werd in het theaterseizoen 1926-1927, in het Nederlands vertaald als Het leven grijpt..., uitgevoerd door het Rika Hopper Theater met Rika Hopper zelf in de rol van Juliane Gihle en Cruys Voorbergh als de zwarte bediende.

## Oslo
De uitvoeringen in Oslo gingen vergezeld met muziek. De muzikaal leider van het theater en dirigent van het theaterorkest Johan Halvorsen zocht muziek uit van Wolfgang Amadeus Mozart, Jules Massenet, Johann Strauss jr. en Charles Gounod. Waarschijnlijk schreef Halvorsen zelf ook nog enige aanvullende muziek, maar daarvan is waarschijnlijk niets bewaard gebleven.